# Centro Atlético Lito
El Centro Atlético Lito es un equipo uruguayo de fútbol con sede en el barrio Arroyo Seco de Montevideo. Fue fundado el 24 de julio de 1917.

## Historia
Lito fue fundado el 24 de julio de 1917, de camiseta azul eléctrico y vivos rojos con escudo sobre el lado izquierdo de la casaquilla y pantalón blanco. 
Toma su nombre del diminutivo del dueño del Café Lito, Manuel "Lito" Semino ubicado en Agraciada y Santa Fe, barrio de Montevideo denominado Arroyo Seco.

### Época dorada
Lito se afilia a la AUF y obtiene consecutivamente el torneo de la Divisional Extra y el de la Intermedia en 1919 y 1920, ascendiendo para jugar el Campeonato Uruguayo de Fútbol 1921, donde se mantuvo compitiendo hasta 1928. 
A lo largo de su historia, tuvo el privilegio de contar entre sus filas con algunos de los más ilustres jugadores uruguayos de todos los tiempos tales como José Nasazzi, Héctor Castro (conocido popularmente como ¨El manco¨), Jose Pedro Cea o Juan Peregrín Anselmo. 
Durante el cisma del fútbol uruguayo, fue uno de los tres clubes (junto a Charley y Wanderers) que presentan dos equipos diferentes en las dos competiciones paralelas: a uno se le llamó el Lito "redondo", siendo éste el equipo oficial que permaneció jugando en la AUF, mientras que al equipo alternativo que disputó los torneos de la Federación se le llamó el Lito "cuadrado", en alusión a la forma de los escudos que llevaban en las camisetas, que se diferenciaban según la competición.
En la era profesional del fútbol uruguayo (a partir de 1932), Lito se mantuvo amateur y compitió solamente en categorías del ascenso hasta su desaparición de la competencia oficial cercano al año 1947. 

### Desafiliación
Ya afuera de la AUF, impulsado por los hijos del otrora jugador de Lito y Peñarol Vicente Cappuccio, desarrolla su actividad en la Federación Uruguaya de Fútbol Amateur desde 1952 obteniendo dos campeonatos de la Primera División Amateur y dos vicecampeonatos de la misma división. En 1960 deja de competir en dicha Federación. 

### Regreso a la competencia
Impulsado por Rodolfo Neme, el Lito regresó en 2022 (75 años después) a las competencias oficiales de AUF, disputando la recién creada Divisional D, cuarta categoría de la pirámide del fútbol uruguayo. En el año 2023 obtuvo el campeonato al derrotar en la final 2-0 a Rincón de Carrasco ascendiendo para disputar la Primera División Amateur del año siguiente.

## Símbolos

### Escudo y bandera

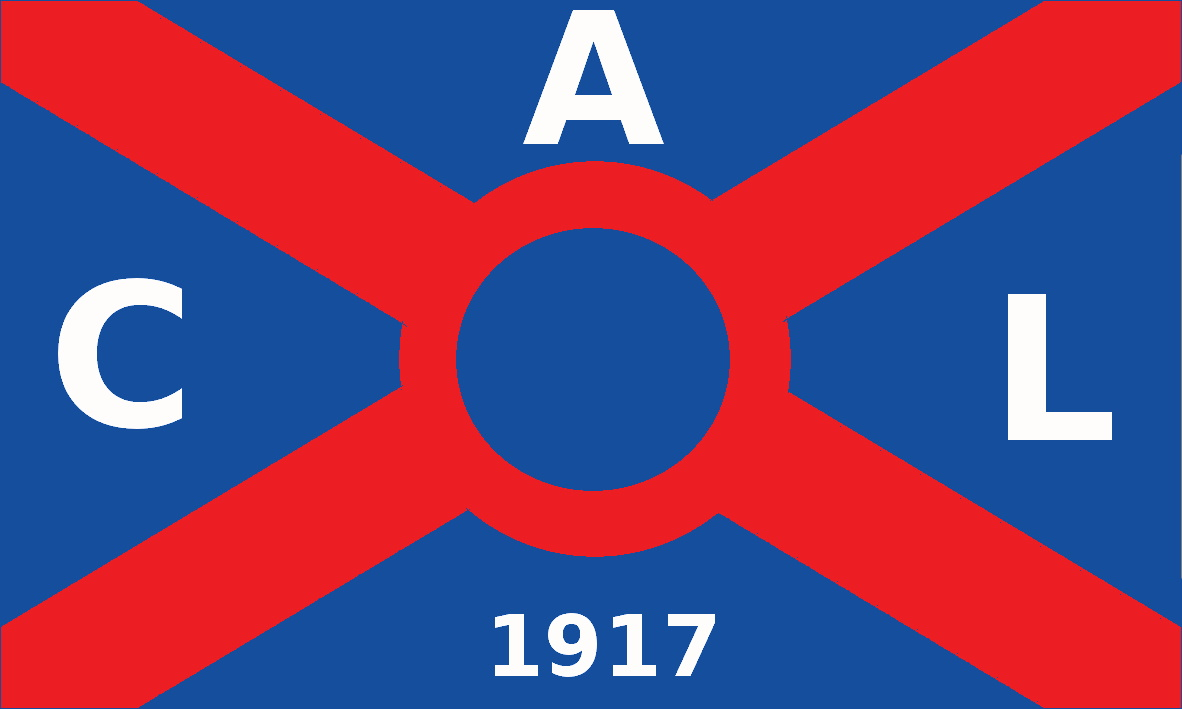
Bandera del C.A. Lito.

Tradicionalmente tanto la bandera como el escudo del club contienen prácticamente el mismo diseño, adaptado a distintos formatos. Desde su retorno a la actividad, en 2021, su imagen ha sufrido algunos cambios menores.
Evolución del escudo de Lito
|  |  |  |

## Jugadores
En el equipo militaron legendarias figuras de la época dorada del fútbol uruguayo, entre ellos se destacan Héctor Castro y José Nasazzi quienes incluso debutaron defendiendo esta camiseta, y también se destaca Pedro Cea, ya que estos tres futbolistas estuvieron presentes en las grandes conquistas de Uruguay de principios de siglo XX: las medallas de oro en los Juegos Olímpicos de 1924 y 1928, y la Copa del Mundo de 1930 (Castro no participó en la Olimpíada de 1924). Vicente Cappuccio, Alfonso Cappuccio,  Antonio Zingone, Fermín Uriarte, Luis Villazu,  Abraham Lobos, Juan  "Nenin" Anselmo, Antonio Sciutto (Diego Lucero), Palomo Santtorini  y  José Roberto "Gato" García fueron también conocidos jugadores que en diferentes épocas defendieron al Centro Lito. 

## Datos estadísticos
Datos actualizados para la temporada 2025 inclusive.
- Temporadas en Primera División: 6 (1921-1928)
- Temporadas en Segunda División: 12 (1920 / 1929-1941)
- Temporadas en Tercera División: 8 (1918-1919 / 1942-1945 / 2024-presente)
- Temporadas en Cuarta División: 3 (1946 / 2022-2023)
- Mejor puesto en Primera División: 5.º (1922 y 1923)
- Peor puesto en Primera División: 16.º (último) (1928)
- Registro histórico: En Primera, disputó 168 partidos, divididos en 53 victorias, 50 empates y 65 derrotas; con 190 goles a favor y 202 en contra (el saldo es -12) sumando 156 puntos.[2]

## Palmarés
- Nivel 2 - Divisional Intermedia (1): 1920
- Nivel 3 - Divisional Extra (1): 1919
- Nivel 4 - Divisional D (1): 2023

### Otros torneos
- Nivel 4 - Fase Regular de Divisional D (1): 2022